# Kanton Erstein
Erstein is een kanton van het Franse departement Bas-Rhin. Het kanton maakt deel uit van het arrondissement Sélestat-Erstein. De hoofdplaats van het kanton is Erstein.
Op 1 januari 2015 werd het aangrenzende kanton Benfeld opgeheven en de veertien gemeenten die het kanton vormden werden opgenomen in het kanton Erstein, samen met de gemeente Diebolsheim van het eveneens op die dag opgeheven kanton Marckolsheim.

## Gemeenten
Het kanton Erstein omvat de volgende gemeenten:
- Benfeld
- Bolsenheim
- Boofzheim
- Diebolsheim
- Daubensand
- Erstein
- Friesenheim
- Gerstheim
- Herbsheim
- Hindisheim
- Hipsheim
- Huttenheim
- Ichtratzheim
- Kertzfeld
- Kogenheim
- Limersheim
- Matzenheim
- Nordhouse
- Obenheim
- Osthouse
- Rhinau
- Rossfeld
- Sand
- Schaeffersheim
- Sermersheim
- Uttenheim
- Westhouse
- Witternheim